# Марафон (футбольный клуб)
«Марафо́н» (исп. Club Deportivo Marathón) — гондурасский футбольный клуб из города Сан-Педро-Сула, в настоящий момент выступает в Лиге Насьональ, сильнейшем дивизионе Гондураса. Клуб основан 25 ноября 1925 года, домашние матчи проводит на стадионе «Янкель Розенталь», вмещающем 15 000 зрителей. «Марафон» — четвёртый по титулованности клуб Гондураса.

## Достижения
- Чемпионат Гондураса по футболу:
  - Чемпион (9): 1979/80, 1985/86, 2001/02 Кл., 2002/03 Кл., 2004/05 Ап., 2007/08 Ап., 2008/09 Ап., 2009/10 Ап., 2017/18 Кл..
  - Вице-чемпион (11): 1966/67, 1967/68, 1973/74, 1980/81, 1987/88, 2001/02 Ап., 2003/04 Кл., 2004/05 Кл., 2005/06 Ап., 2006/07 Кл., 2007/08 Кл..
- Кубок Гондураса по футболу:
  - Обладатель (1): 1994.
  - Финалист (1): 1972.
- Кубок обладателей кубков КОНКАКАФ:
  - Третье место (1): 1995.

## Ссылки

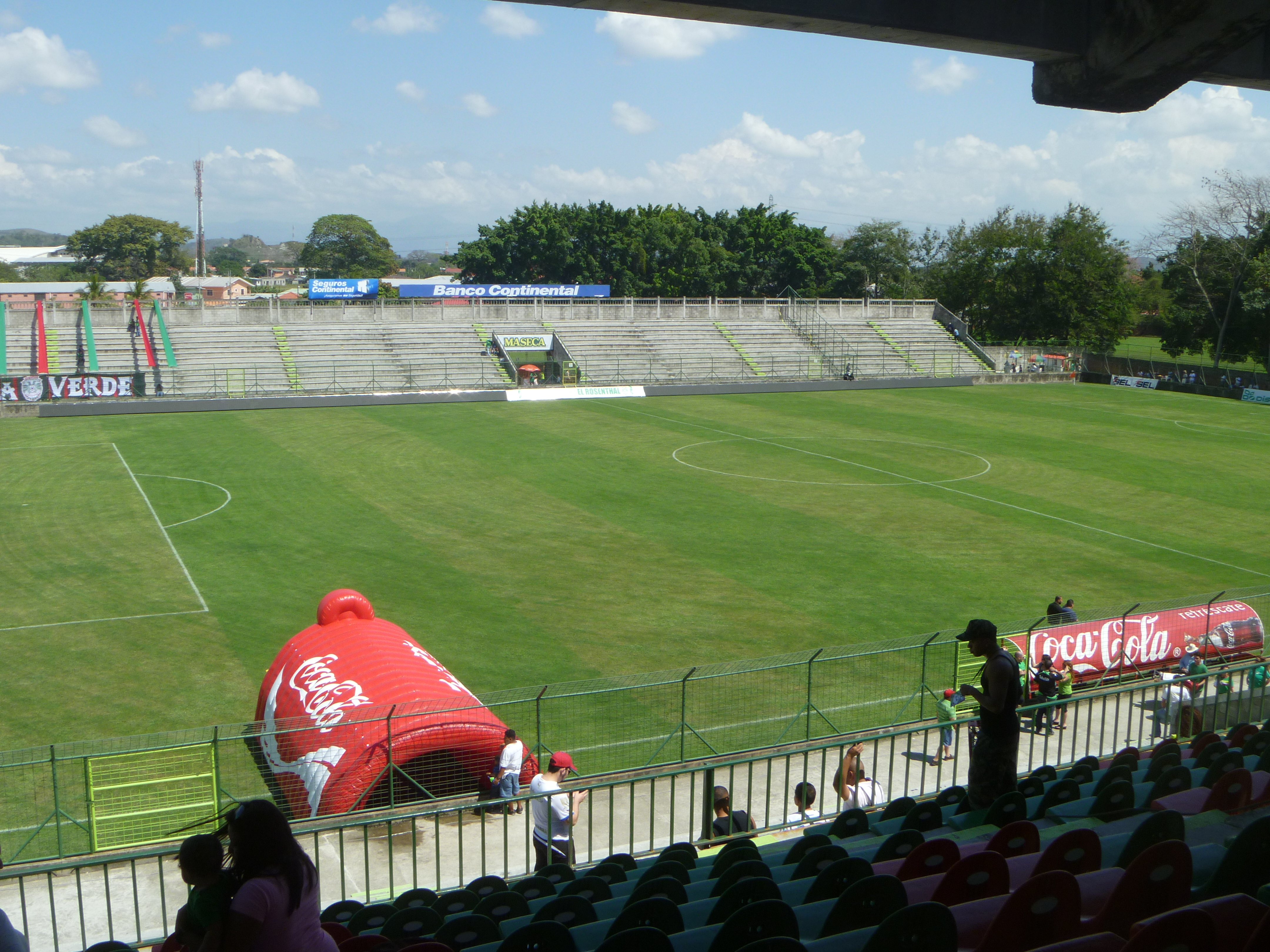
Эстадио Янкель Розенталь